# Flandern I-stelling

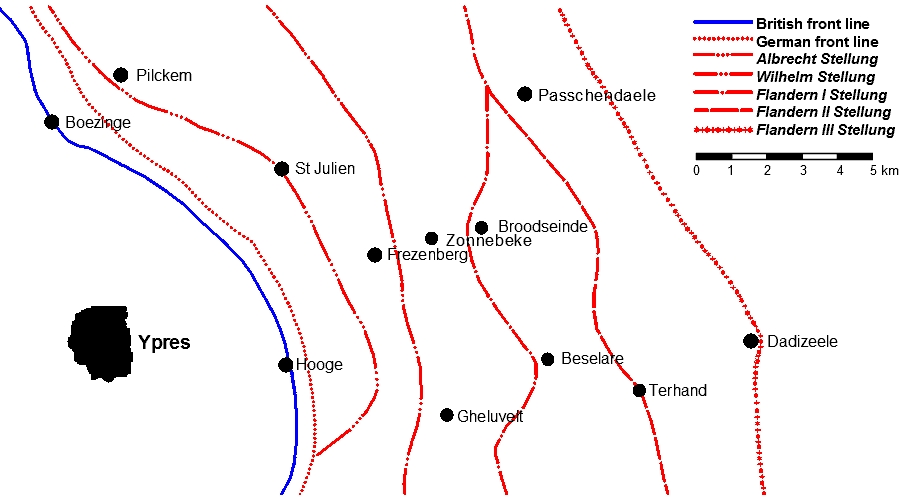
De Duitse verdedigingslijnen

De Flandern I-stelling (Duits: Flandern I Stellung) was tijdens de Eerste Wereldoorlog een verdedigingsgordel van het Duitse Keizerrijk in West-Vlaanderen, die liep van Menen tot Handzame. 
Een stellung was een soort verdedigingslijn die liep achter het front. Er waren meerdere stellingen, waaronder de Albrecht-Stellung (genoemd naar Albrecht van Württemberg) en de Wilhelm-Stellung (genoemd naar de Duitse keizer Wilhelm II). Beide bestonden uit een stelsel van loopgrachten en schuilplaatsen. Daarna waren er de Flandern I en II Stellungen, vooral bestaande uit bunkers.
De Flandern I-stelling werd aangelegd vanaf 1917 na de Derde Slag om Ieper als een soort laatste verdediging bij eventuele doorbraken.

## Restanten
- Zonnebeke
  - Bunker[4]
- Kortemark
  - Bunker[5]
  - Militaire post[6]
- Hooglede
  - Militaire post[7]
- Roeselare
  - Bunker[8]
  - Bunker[9]